# Peromyia maetoi
Peromyia maetoi är en tvåvingeart som beskrevs av Jaschhof 2001. Peromyia maetoi ingår i släktet Peromyia och familjen gallmyggor. Inga underarter finns listade i Catalogue of Life.